# بيوستروفين

## ستروفين
هو علاج يستعمل كناقل للعلاجات الجينية ، في علاج مرض دوتشيني وعلاج مرض بيكر الحثل العضلي.
كتغير في تشفير الجين المسؤول عن إنتاج بروتين ديستروفين هو السبب الكامن المتسبب في كلا المرضين ، الستروفين سوف يقوم بإيصال جين مهندس جينياً يعمل كنسخة من الجين الأصلي على المستوى الجزيئي للخلايا العضلية المتضررة. الجرع والوسائل الحيوية للإفراز النظامي للعلاج داخل المريض ، حالياً قيد الدراسة على الكلاب ونماذج حيوانية رئيسية.
الستروفين يتم تصنيعه حصراً لشركة أسكليبوس للمستحضرات الصيدلانية الحيوية ، بتمويل من منظمة الحثل العضلي.